# Felipe Calderón
Felipe de Jesús Calderón Hinojosa (født 18. august 1962) var Mexicos præsident fra 2006 til 2012.
Han fik posten den 1. december 2006 og blev valgt ind til en 6-årig periode, der sluttede 1. december 2012 uden mulighed for genvalg. Han hører til det Nationale Handlingsparti (PAN), en konservativ organisation. Hans officielle resident er Los Pinos.
Calderón blev valgt ind i det omdiskuterede præsidentvalg i 2006. Resultatet var kontroversielt og blev betvivlet af hans modstander, Andrés Manuel López Obrador, men resultatet blev bekræftet af valgdomstolene i september 2006. Med sine 43 år, var Calderón den yngste præsident i Mexicos historie.
Før hans præsident-embede var Calderón aktiv i partipolitik. Han har været partiformand samt energiminister i Vicente Fox's kabinet.

## Fodnoter
1. ↑  Navnet er anført på bokmål og stammer fra Wikidata hvor navnet endnu ikke findes på dansk.
2. ↑  Felipe Calderón: A Politician at Birth – New York Times